# Opus Anglicanum

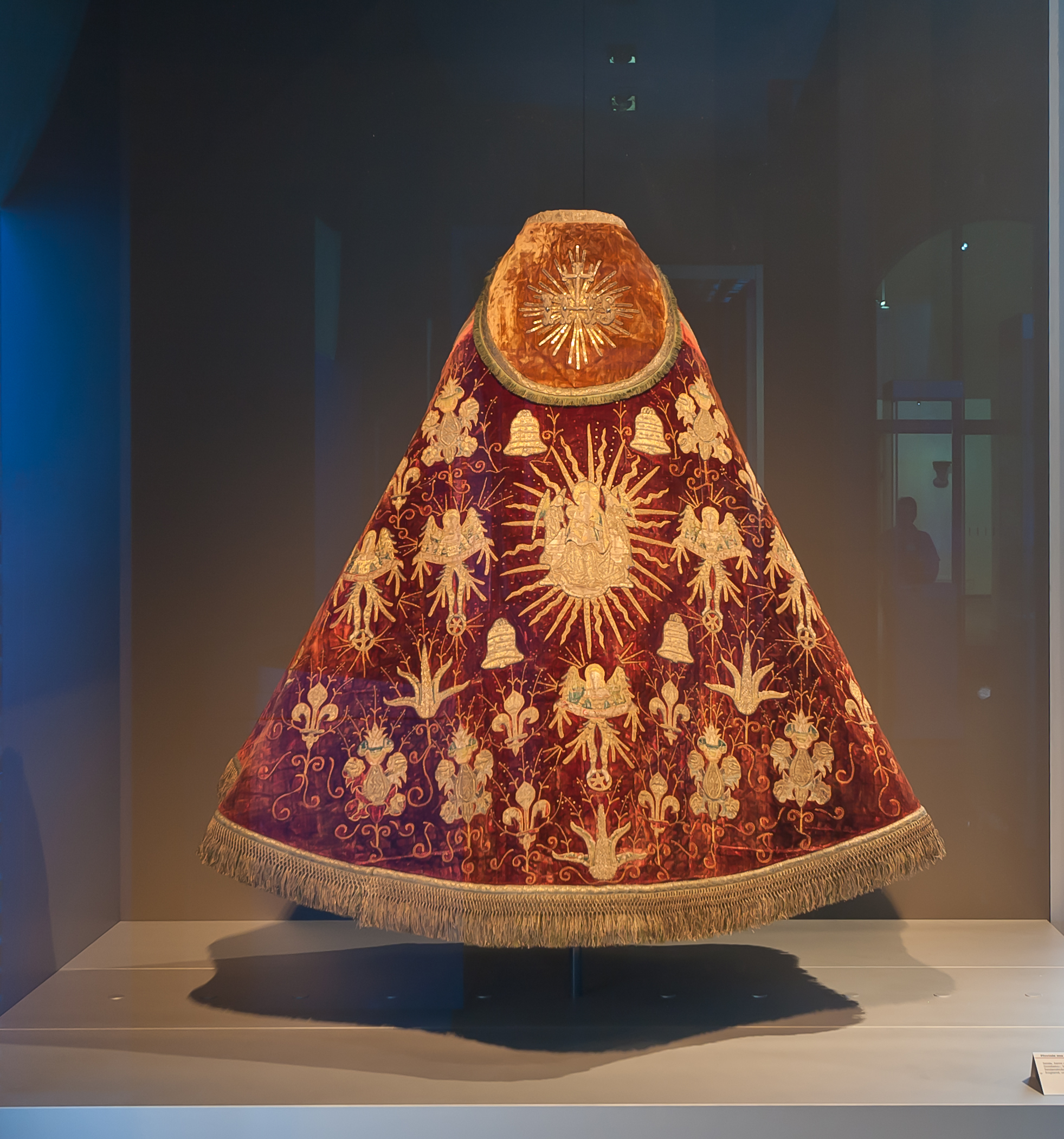
Una casulla de color vermell daurat al Museu Schnütgen de Colònia (Alemanya)

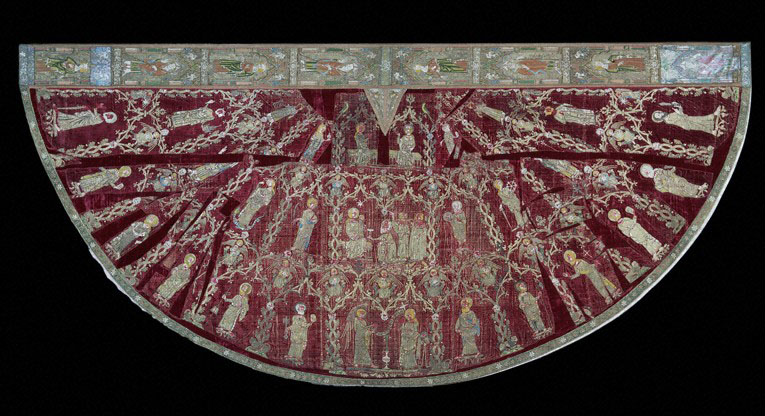
Capa pluvial Butler-Bowden (circa 1330-1350) al Victoria and Albert Museum de Londres

Opus Anglicanum (en llatí, obra anglesa) és un terme que s'aplicà internacionalment al final del segle xiii i durant tot el xiv als brodats anglesos d'aquell període i a altres brodats d'estil similar.

## Característiques
Aquestes peces figuren entre les labors d'agulla més sumptuoses i més fines que s'han realitzat mai. Les vestidures eclesiàstiques d'aquest tipus que han sobreviscut mostren figures menudes o escenes religioses d'estil comparable al dels manuscrits miniats de l'Ànglia Oriental emmarcades en rivets de fulles o en compartiments de formes geomètriques o arquitectòniques. Els dissenys eran realitzats en sedes de color, en general sobre un fons de fil d'or.
L'inventari del Vaticà del 1295 conté més de cent referències a peces d'aquesta mena. Vestidures d'opus anglicanum donades pel papa Nicolau IV a la catedral d'Ascoli Piceno (1295), per Bonifaci III a la d'Anagni (versus 1300), per Climent V a la de Sant Bertran de Comenge (1309) i per Pius II a la de Pienza (1462) encara es poden veure en aquestes ciutats. Entre les col·leccions que pertanyen a museus, la del Victoria and Albert Museum de Londres -que inclou la famosa Capa Pluvial de Sion- és la més completa.